# بن راثول
بن راثول (انگلیسی: Ben Rothwell؛ زادهٔ ۱۷ اکتبر ۱۹۸۱) ورزشکار هنرهای رزمی ترکیبی اهل ایالات متحده آمریکا است.